# Ійзаку
Ійзаку (ест. Iisaku) — селище на північному сході Естонії.

## Назва
Назва Ійзаку є видозмінене на естонський лад чоловіче ім'я Ісаак.

## Географія
Селище знаходиться на півдні повіту Іда-Вірумаа. Воно є адміністративним центром однойменної волості. Населення — 823 осіб (станом на 16 жовтня 2010).
Селище знаходиться за 32 км від міста Йихві. Розташоване на пагорбі біля шосе Йихві — Тарту — Рига.

## Історія
Перша згадка про Ійзаку датується 1426 роком. У 1846 році була побудована церква. Вона була перебудована після пожежі у 1894 році. Вогонь також знищив 222-річний дзвін. У церкві є орган фірми «H. Voit & Söhne», що побудований у 1895 році.

## Пам'ятки
- Лютеранська церква (побудована в 1894 році)
- Миза (садиба) Ійзаку (закладена на початку XIX століття)
- Історико-краєзнавчий музей
- парк Ійзаку